# 南森級巡防艦
南森級巡防艦 (英語：Fridtjof Nansen-class frigate) 是歐洲第二種使用神盾系統的巡防艦。雖然裝備了四面固定的SPY-1F被動電子掃描列陣對空搜索雷達(PESA)，但南森級並不具備區域防空能力。南森級由西班牙IZAR集團承造，首艦南森號於2006年4月開始服役於挪威皇家海軍，共計建造5艘，用以汰換挪威皇家海軍原有的奧斯陸級巡防艦。艦名是以挪威著名的科學家暨探險家弗里乔夫·南森命名。

## 概述
為了汰換從1966年開始服役的奧斯陸級巡防艦，挪威海軍於1994年提出SMP 6088的新一代巡防艦（計畫採購五艘），概念設計於1997年3月展開。 1998年底，挪威皇家海軍向全球14家廠商發下邀標書，包括法國DCNS、英國BAE System、德國B+V、西班牙Bazan(IZAR集團的前身)以及美國Litton/Ingalls與Newport News船廠（日後均被諾格集團購併）等 。其中，Newport News以FF-21巡防艦（源於1980年代末期為以色列建造的薩爾5型護衛艦）為基礎提案，長約125m，而法國DCN則以拉法葉級巡防艦為基礎進行提案。至1999年3月，共有三個團隊通過第一階段審查，包含西班牙IZAR、美國洛馬以及波音組成的先進巡防艦銷售聯盟(AFCON)，該集團與挪威Umoe & Kongsberg船廠合作、德國B+V的MEKO 200和挪威Kvaerner船廠的挪威巡防艦（NORESKORT）方案。2000年2月挪威政府公佈得標方案，由AFCON聯盟的方案得標。AFCON聯盟以西班牙阿爾瓦羅·巴贊級巡防艦為基礎提案，配備神盾作戰系統與AN/SPY-1系列相位陣列雷達。挪威海軍命名為南森級，國際代號F-85，西班牙則依照挪威賦予首艦南森級的編號稱之為F-310。2000年6月23日，挪威皇家海軍與AFCON簽署總值約210億挪威克朗（2000年匯率約為25億美元）的5艘南森級的建造合約。

## 服役歷史

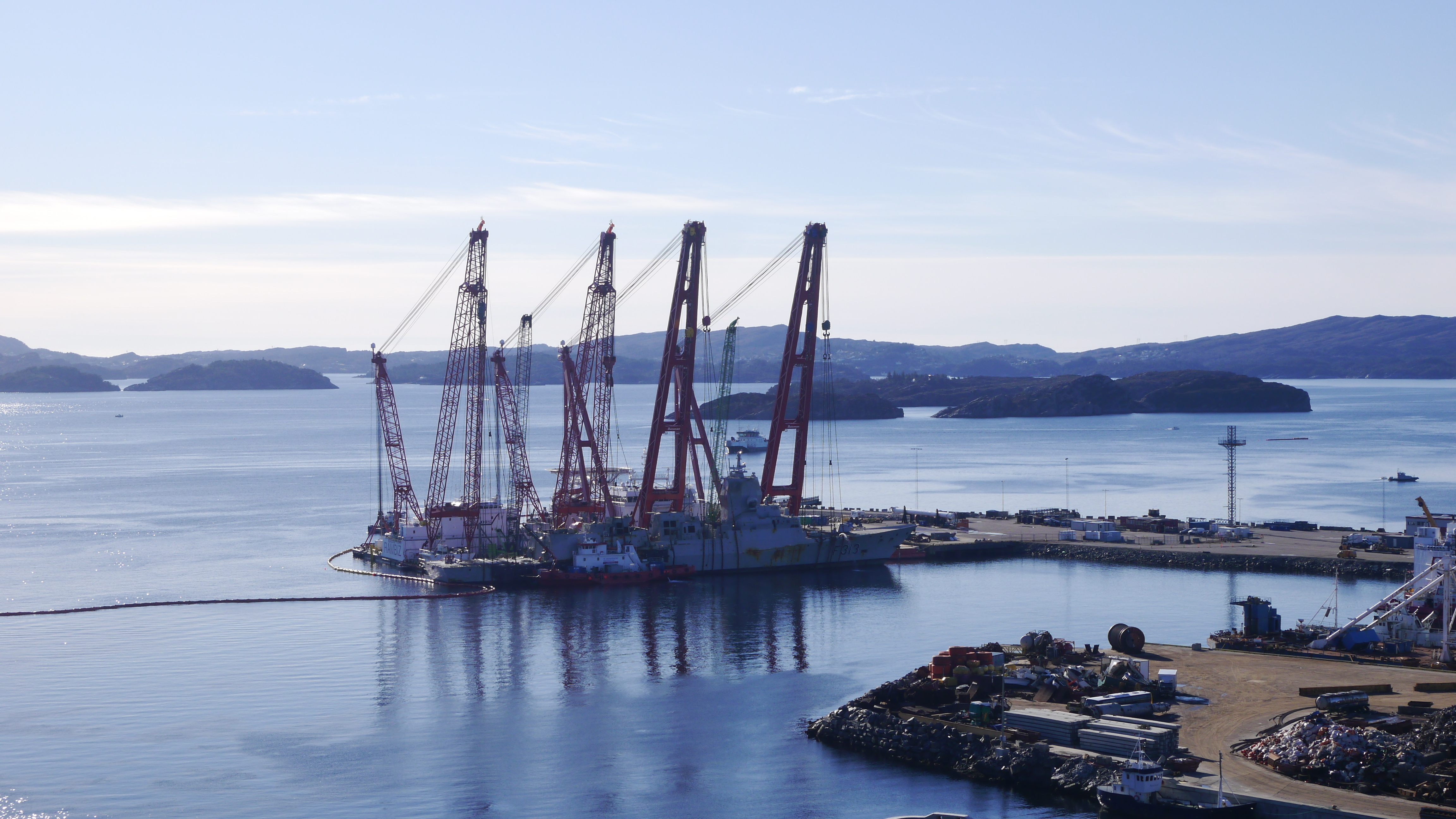
被打撈起的海爾格·英斯塔號

2018年11月8日，參加完北約「2018三叉戟」（Trident Juncture 2018）演習的海爾格·英斯塔號從北海返航挪威西岸卑爾根哈肯斯沃恩（Haakonsvern）海軍基地的途中，在峽灣與1艘馬爾他籍油輪索拉號（Sola TS）碰撞，海爾格·英斯塔號當場入水並向右傾斜，造成艦上8名官兵受傷，事發後海爾格·英斯塔號為了避免沉沒刻意開到近岸擱淺，但仍舊沉沒。
2019年4月16日，挪威皇家海軍補完海爾格·英斯塔號水線下破損後透過潛舉船重新下水。隨後海爾格·英斯塔號再次入塢評估修復與否。挪威皇家海軍總檢察長哈肯·布魯恩·漢森上將在2019年5月表示，修復海爾格·英斯塔號估計約需耗時5年和耗費16億美元，因此傳出海爾格·英斯塔號將不予修復的消息。

## 性能參數
南森級滿載排水量達5,290噸，是挪威海軍現存最大的水面主力艦隻。使用CODAG方式提供動力，由一具 LM-2500燃氣輪機，配搭兩具柴油機組成。兩軸推進，每軸配置一套可調距螺旋槳，最高航速27節。
南森級巡防艦使用了美國設計的神盾系統。該系統的核心是艦橋頂的一體化桅杆，上面裝置了四面被動式相位陣列雷達。但是雷達的數列比較起其他使用神盾系統的艦隻為少，意味着其搜索距離極為有限。因艦體較小，不能攜載大功率發電機和相應的燃料。受限供電系統，四面相位陣列雷達只可以輪流開啟，導致南森級的戰場空中資料更新速度較慢。而且，其神盾系統缺乏區域防空和攔截彈道飛彈的能力，以及沒有裝備戰斧巡航導彈的控射軟體。

## 同型艦
| 舷號 | 艦名                    | 開工日期        | 下水日期        | 服役日期       | 退役日期       | 備註                                      |
| ---- | ----------------------- | --------------- | --------------- | -------------- | -------------- | ----------------------------------------- |
| F310 | KNM 南森号              | 2003年 4月9日   | 2004年 6月3日   | 2006年 4月5日  |                |                                           |
| F311 | KNM 罗德·阿蒙森号       | 2004年 6月3日   | 2005年 5月25日  | 2007年 5月21日 |                |                                           |
| F312 | KNM 奥托·斯维尔德鲁普号 | 2005年 5月25日  | 2006年 4月28日  | 2008年 4月30日 |                |                                           |
| F313 | 海爾格·英斯塔號巡防艦 † | 2006年 4月28日  | 2007年 11月23日 | 2009年 9月29日 | 2019年 6月24日 | 2018年11月8日受撞擊而擱淺，於11月13日沈沒 |
| F314 | KNM «托尔·海尔达尔»     | 2007年 11月23日 | 2009年 2月11日  | 2011年 1月18日 |                |                                           |

## 圖集

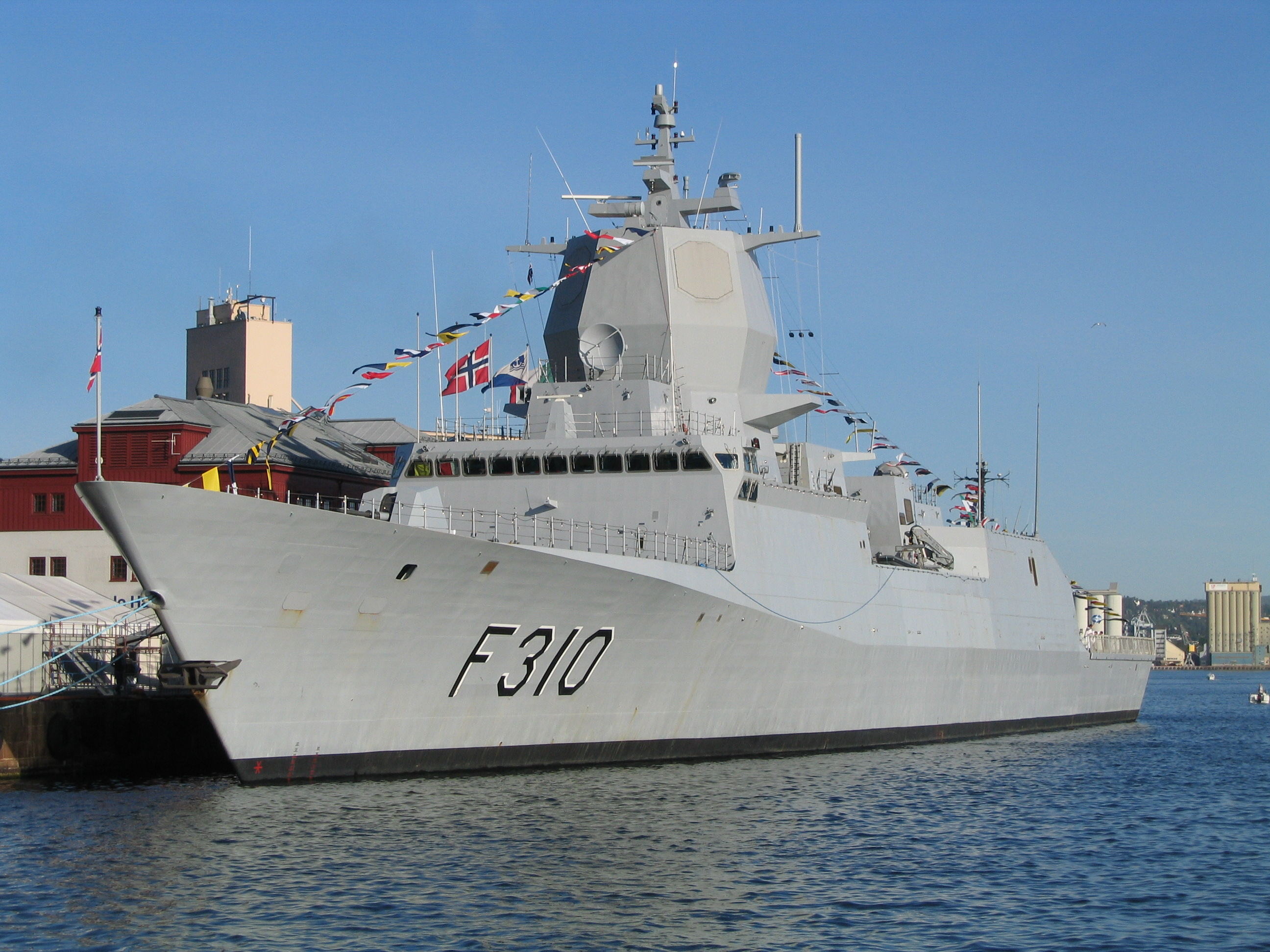
首艦南森號(F310)
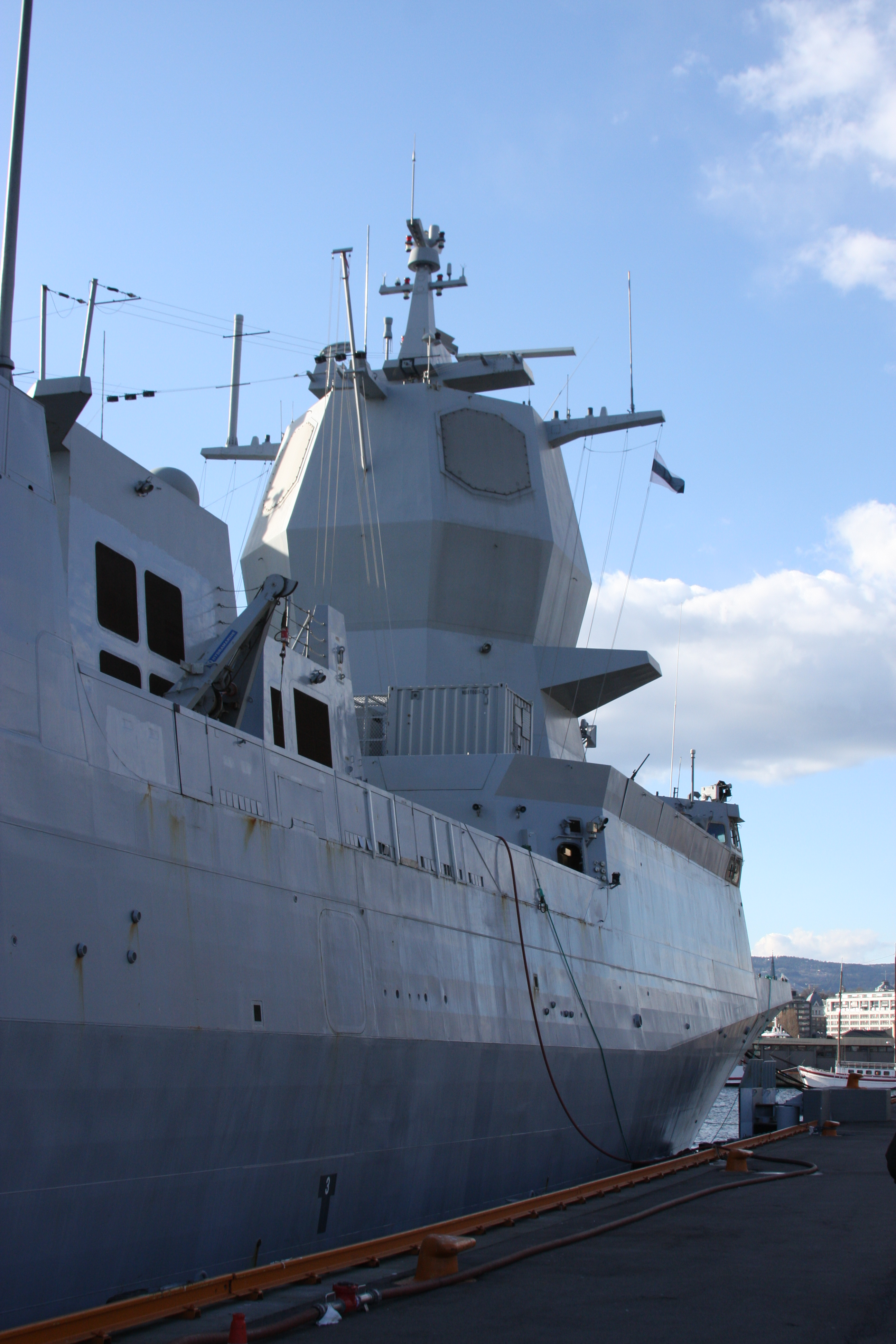
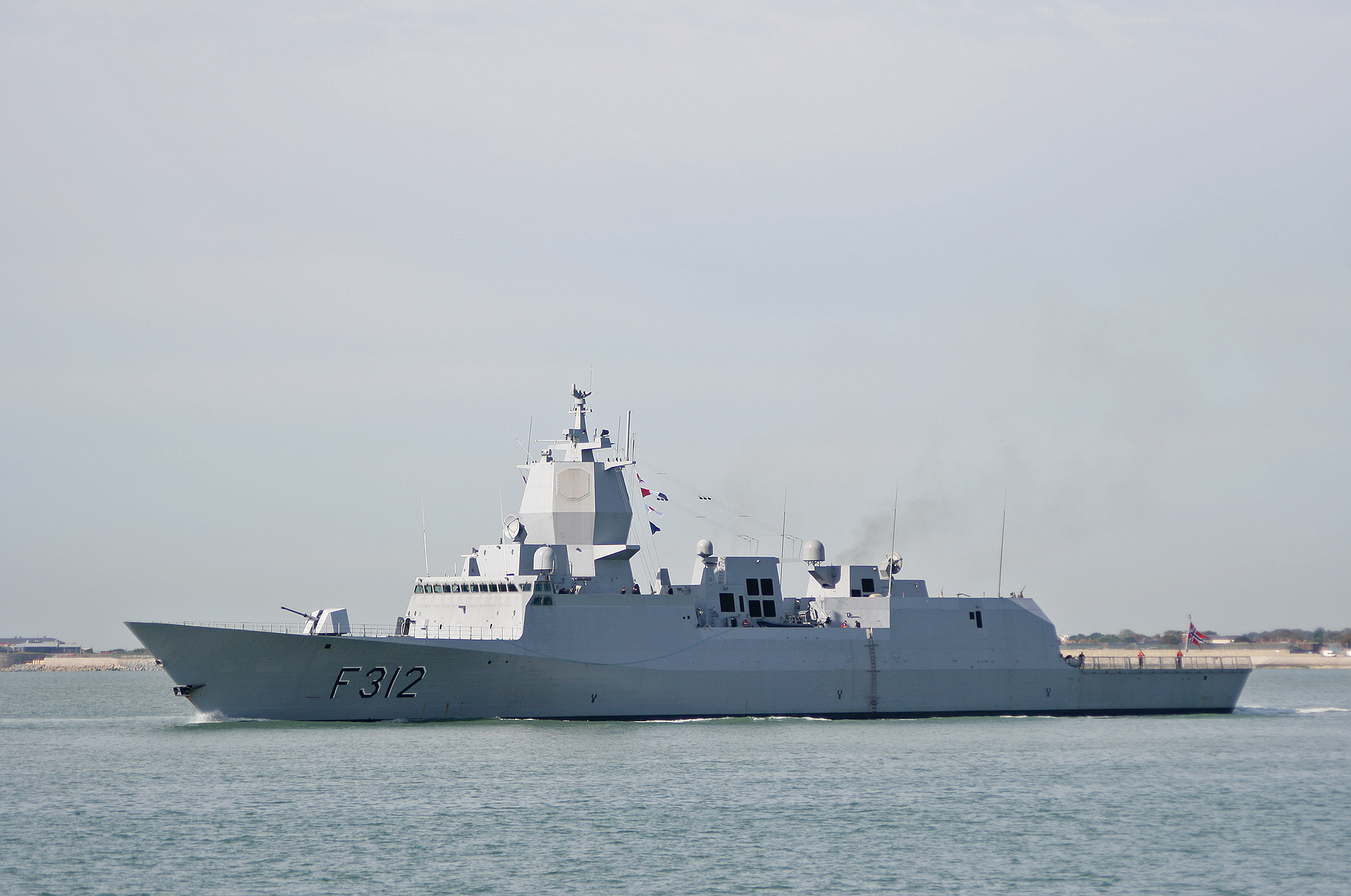
Otto Sverdrup號(F312)
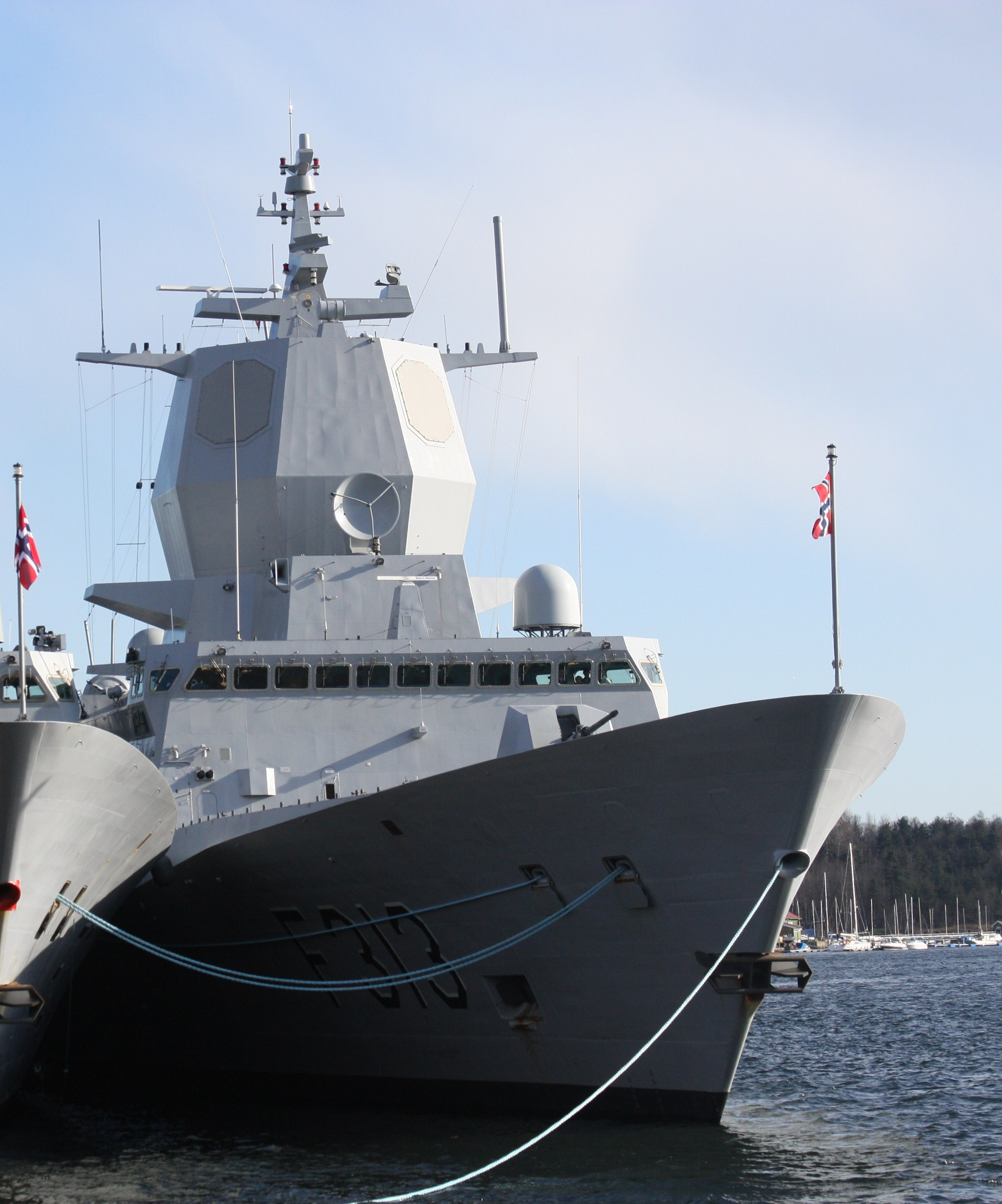
Helge Ingstad號(F313)

### 相關
- 挪威軍事
- 挪威皇家海軍
- 阿爾瓦羅·巴贊級巡防艦 西班牙（設計原形）

## 備註
1. ↑  该级舰为以下武器预留了位置，但没有安装
  - 1座奧托布雷达127公厘舰炮 （用来替换奥托布雷达76公厘舰炮）
  - 附加1座奥托布雷达76公厘舰炮
  - 1具40mm以下的近迫武器系统
  - 1具8单元Mark 41垂直發射系統
  - Low cost ASW
  - 電戰反制：Active Off-board Decoy
  - 4座防禦者M151遙控武器站 ( Sea PROTECTOR )
2. ↑  事發海域為挪威沿岸峽灣島嶼間的狹長水道
3. ↑  挪威皇家海軍當年建造南森級時平均單艦造價僅約5億美元

## 外部連結
- Official Royal Norwegian Navy website on the class （英文）
- Official Royal Norwegian Navy website on the class （挪威文）
- Andrew Toppan's Haze Gray and Underway page for the Royal Norwegian Navy（页面存档备份，存于）
- Lockheedmartin:Spy-1F makes waves during debut, makes the furthest ESSM intercept ever, outstanding sea skimmer detection
- Norway order Sting Ray mod 1 torpedo for frigates （页面存档备份，存于）
- Sea Protector remote weapon systems ordered (march 2009) for Nansen frigates
- Norway ordering the AN/SSQ-62E DICASS sonobuoy acoustic emissions detection system (Jan 2010) （页面存档备份，存于）
- https://archive.today/20130121093331/http://www.defpro.com/news/details/18513/ - Reutech radar installed aboard Norwegian frigate (Oct 2010)